# Festung Carlsten

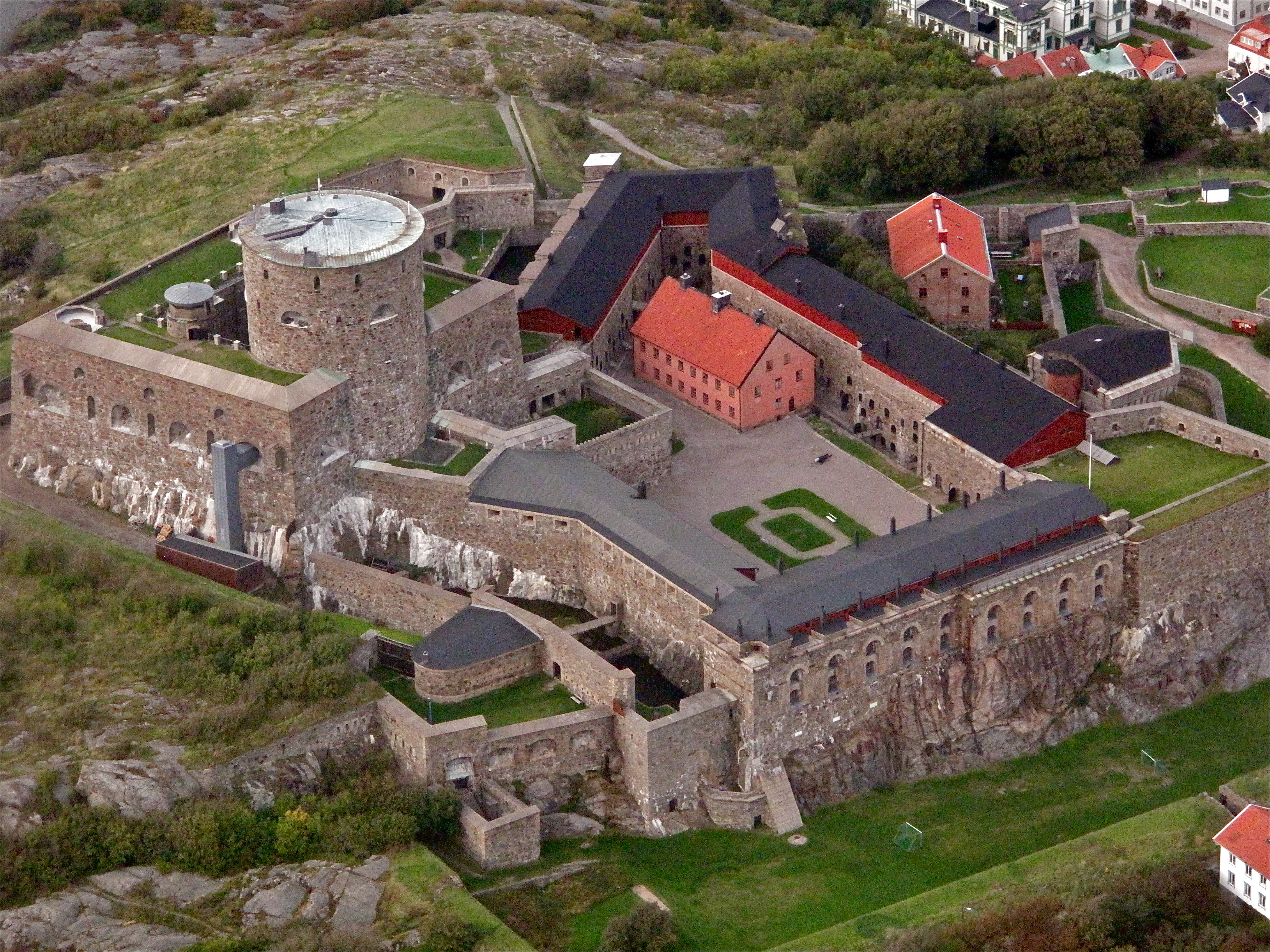
Festung Carlsten, 2009.

Die Festung Carlsten (schwedisch Karlstens fästning) liegt auf der Insel Marstrandsö im südlichen Schärengebiet der schwedischen Provinz Bohuslän.

## Geschichte
Die seit dem Frieden von Roskilde 1658 schwedische Stadt Marstrand besaß große Bedeutung als Handelsplatz: Da ihr Hafen selten zufror, lud und löschte ein Teil der westschwedischen Handelsflotte seine Ladung hier. Zur Sicherung dieses wichtigen Hafens für Schweden beschloss Carl X. Gustav daher, eine Festung auf dem Gipfel der Insel anlegen zu lassen.
So entwarf Johan Wärnschöld 1658 einen Plan zur Befestigung von Marstrandsö, es konnte aber für lange Zeit nur ein provisorisches Festungswerk angelegt werden. Eilig wurde jetzt ein Holzfort auf dem Gipfel des Berges über der Stadt bei der großen Windmühle gebaut, so dass ein Angriff der Norweger im Herbst 1659 leicht zurückgeschlagen werden konnte. Erst zu Beginn des Jahres 1666 wurde anstelle des Forts ein rhombenförmiges Reduit angelegt, das 1671–73 durch einen viereckigen einstöckigen Turm, den Carlsten, an der höchsten Stelle des Bauplatzes erweitert wurde. Diese Anlage bildete den späteren Kern der Burg, die Zitadelle. Am 23. Juli 1677 ergab sich das Fort Ulrik Gyldenlǿve, dem dänischen Statthalter von Norwegen, der es eingeschlossen hatte. Im Jahr 1681 begannen die Erweiterungsarbeiten am Fort und der Umbau des Turmes nach einem Entwurf des damaligen Kommandanten Karl Gustav Frölich sowie des Architekten Erik Dahlberg. 1685 wurden diese Arbeiten fertiggestellt: Die Burg besaß nun neben einem Graben auch einen mehrere Stockwerke hohen runden Turm, der den früheren vierkantigen einschloss. Später wurden Außenwerk und Wohnquartiere nach Frölichs Entwurf angebaut. Diese Arbeiten waren fast beendet und die Festung insgesamt recht gut versehen, als der norwegische Admiral Peter Tordenskiold am 10. Juli 1719 Marstrand angriff. Da der Beschuss durch die Festung Carlsten offenbar nur wenig ausrichten konnte, nahm er ohne Schwierigkeit die Stadt ein. Ein Gerücht, dass Tordenskiold große Verstärkungen erwartete, zwang den Kommandanten von Carlsten, Henrich Danckwardt, zur Kapitulation am 15. Juli. Nachdem die Festung nach dem Frieden vom 12. November 1720 zurückgegeben worden war, wurden die geringen Schäden an den Festungswerken repariert.

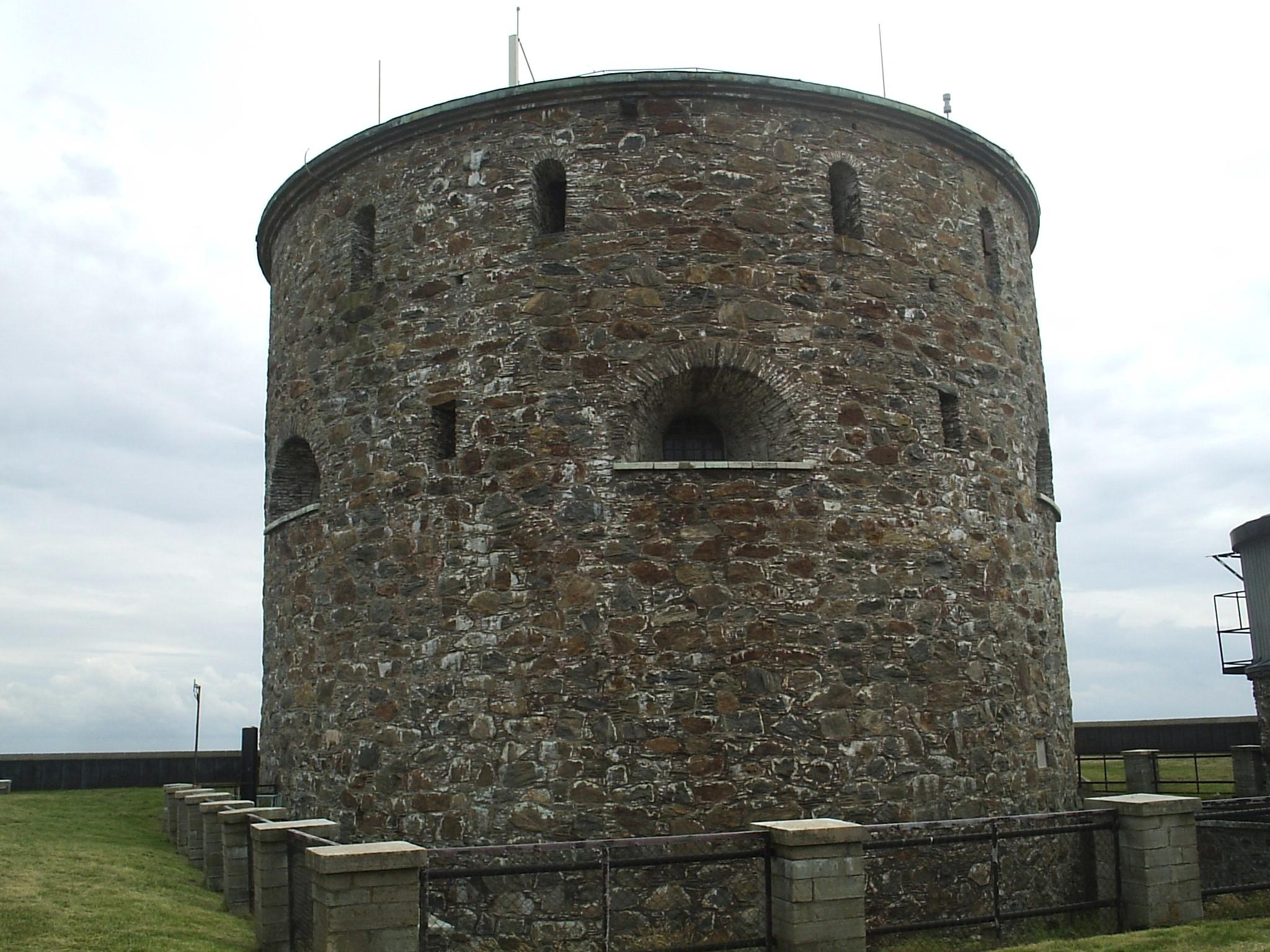
Der höchste Gebäudeabschnitt der Festung

1770 beschloss der Geheime Ausschuss, in Erinnerung an diese Niederlage, die Anlage von Batteriewerken auf dem Dach der Wohnquartiere. 1779 wurde der Turm dahingehend verändert, dass er als Leuchtfeuer dienen konnte. Außerdem wurde die Festung in den Jahren 1780–83 in vollen Verteidigungszustand gesetzt. Der 1834 beschlossene und 1840 ausgeweitete Plan zur Verstärkung der Festung verlängerte die Arbeiten bis 1851. Zu dieser Zeit hielt die Dampfkraft ihren Einzug in die Seefahrt, und da ein Krieg gegen Dänemark nunmehr unwahrscheinlich wurde, verminderte sich Carlstens Bedeutung. Im Jahre 1878 schlug der für die Festung zuständige Ausschuss vor, die Garnison, zwei Festungsartilleriebatterien des Artillerieregiments Göta, nach Vaxholm und Karlsborg zu verlegen und die Festung, die sich in gutem Zustand befand, nur notdürftig weiter zu unterhalten. In der Folge dessen marschierte die Garnison am 1. Mai 1882 ab, wonach die Flagge der Festung niedergeholt wurde. Die Bestückung wurde nach Karlsborg gebracht. Die Festungswerke wurden jedoch weiter unterhalten und im Herbst 1906 wurde ein Teil von deren Einrichtungen zur Seeverteidigung für die Benutzung durch die Schiffsjungenkörperschaft in Marstrand zur Verfügung gestellt, die seit Anfang 1907 aufgestellt wurde. Diese Körperschaft nutzte die Festung bis zu ihrer Auflösung 1937. Das Leuchtfeuer war bereits 1868 durch das Pater-Noster-Feuer ersetzt worden.
Obwohl Carlsten als reguläre militärische Festung eigentlich ausgedient hatte, wurde sie sowohl im Ersten wie im Zweiten Weltkrieg wieder militärisch besetzt und unter anderem mit Flugabwehrgeschützen ausgerüstet. Auch während des Kalten Krieges blieb eine kleine Einheit der schwedischen Armee in der Festung, die nun der Luftraumüberwachung diente. Aus dieser Zeit datiert ein Aufsatz auf dem Treppenturm in der Zitadelle. Erst 1991 nach dem Zerfall der Sowjetunion verließ das Militär die Festung endgültig.

## Bau und Nutzung

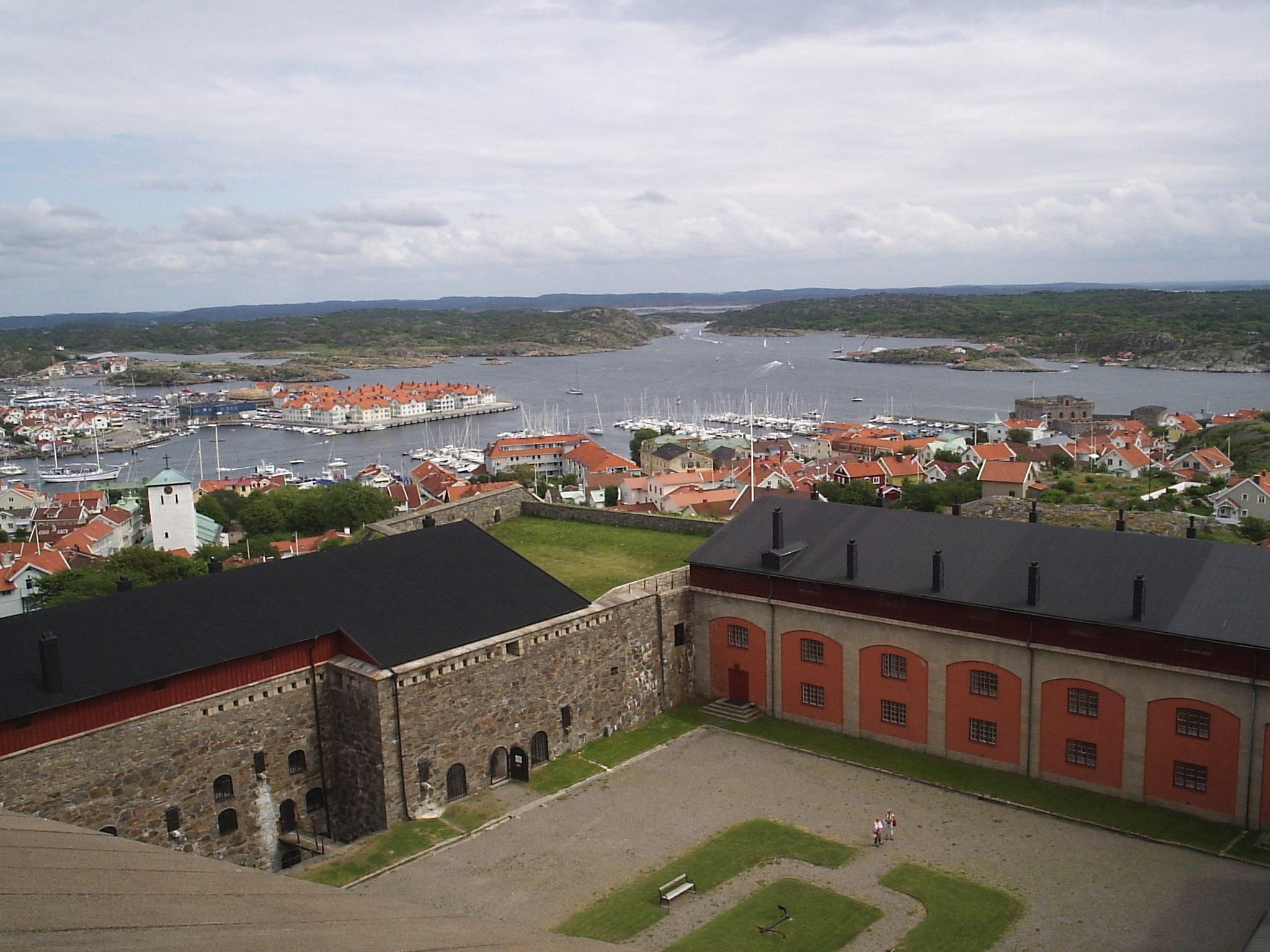
Blick in den großen Innenhof

Der Bau der Festung Carlsten war harte Arbeit: Da auf der Insel nicht genügend Material vorhanden war, mussten die Steinblöcke per Schiff angelandet und dann von Hand auf die Spitze der Insel gebracht werden. Um für diese unangenehme und anstrengende Aufgabe ausreichend Arbeitskräfte zu erlangen, wurde in der schwedischen Rechtsprechung eine neue Strafe eingeführt: die sogenannte „Marstrandarbeit“, deren Strafmaß von einigen Jahren bis lebenslang reichte. Aus dem ganzen Land wurden nun Strafgefangene zu dieser Arbeit herangezogen. Unter ihnen waren vor allem Schwerverbrecher, die wegen Mordes, Raub, Fälschung und Gewalttätigkeiten verurteilt worden waren, aber auch Kleinkriminelle wie Diebe und Vagabunden.
Um Fluchtversuche zu verhindern, wurden die Gefangenen mit einer Fußfessel versehen, an der mittels einer Kette eine zwei Kilogramm schwere Eisenkugel befestigt war. Renitente oder fluchtverdächtige Gefangene wurden gezwungen, eine sogenannte Eisenkrone (järnkrona) zu tragen, eine bis zu 36 Kilogramm schwere eiserne Weste. Aufgrund der harten Arbeit und der schlechten Lebensumstände war die Sterblichkeit hoch. Jeden Winter starben bis zu 20 % der Gefangenen. Die Marstrandsarbeit wurde 1854 abgeschafft und die meisten Gefangenen wurden im Jahr darauf nach Göteborg verlegt.
Der berühmteste Gefangene der Festung Carlsten war Lasse-Maja. Diesem erfolgreichen Dieb war es gelungen, dem Arm des Gesetzes lange zu entkommen. Als man ihn schließlich doch ergriffen hatte, wurde er 1813 zu lebenslanger Marstrandsarbeit verurteilt. Dank seiner Kochkünste, die er sich als „Haushälterin“ erworben hatte, verbrachte Lasse-Maja einen großen Teil seiner Zeit im Gefängnis als Koch. Im Jahr 1839 wurde er nach 26 Jahren Haft in Carlsten von König Karl XIV. Johann begnadigt.
1935 wurde die Festung als Byggnadsminne unter staatlichen Schutz gestellt.